# Eberhard Eyser
Eberhard Eyser (Kwidzyn, Polonia, 1 de agosto de 1932) es un compositor de música clásica y violinista alemán. Realizó estudios de composición entre los años 1952 y 1957, fue violinista de la orquesta de la ópera de Hannover entre 1956 y 1957 y de la orquesta sinfónica de la radio de Stuttgart entre 1957 y 1961. Como compositor ha escrito óperas, ballets, música para orquesta y conjuntos de cámara.